# 6
| [ Edytuj tabelę ] |                                         |
| Król Armenii      | - 4 Artawazdes IV 6 - 6 Tigranes V 12   |
| Cesarz Chin       | - 1 p.n.e. Han Pingdi 6 - 6 Ruzi Ying 9 |
| Król Kapadocji    | - 36 p.n.e. Archelaos 17                |
| Król Kommageny    | - 12 p.n.e. Antioch Filokajsar 17       |
| Władca Korei      | - 19 p.n.e. Yuri 18                     |
| Król Mauretanii   | - 25 p.n.e. Juba II 23                  |
| Król Nabatei      | - 9 p.n.e. Aretas IV 40                 |
| Król Partów       | - 4 Orodes III 6                        |
| Cesarz Rzymu      | - 27 p.n.e. Oktawian August 14          |
| Król Tracji       | - 11 p.n.e. Remetalkes I 12             |

Rok 6 / VI
stulecia: I wiek p.n.e. ~
I wiek ~
II wiek

lata: 5 p.n.e. «
1 «
2 «
3 «
4 «
5 «
6
» 7
» 8
» 9
» 10
» 11
» 16

## Wydarzenia
- Azja
  - Żydzi i Samarytanie doprowadzili do odwołania przez rzymskiego cesarza władcy (etnarchy) Judei Heroda Archelaosa, który został następnie wygnany do Vienne w Galii. W wyniku tego zdarzeniao Samaria, Judea i Idumea dostały się pod bezpośredni zarząd Rzymu[1].
  - Juda Galilejczyk wespół z faryzeuszem Sadokiem uformował wokół siebie stronnictwo religijno-polityczne zelotów i wywołał powstanie przeciw spisowi ludności nakazanemu przez Publiusza Sulpicjusza Kwiryniusza, namiestnika Syrii, z powodów podatkowych. Rewolta została stłumiona, a buntownicy ukrzyżowani, ale w rezultacie narodził się ruch zelotów, którego członkowie uważali Boga judaizmu za jedynego pana.
  - Annasz, syn Setiego, zastąpił Joazara, syna Boetosa, w funkcji arcykapłana.
  - styczeń – Dochodzi do zakrycia Marsa przez Księżyc. Z tego powodu niektórzy Chińczycy boją się o życie młodego, schorowanego cesarza Han Pingdi.[2] 
  - 3 lutego – Cesarz Han Pingdi umiera z nieznanych przyczyn w wieku 14 lat; Wang Mang sam wybiera nowego cesarza, Ruzi Yinga, który miał 2 lata[2] .
  - Kandydaci na urząd państwowy muszą zdawać egzaminy do służby cywilnej.
  - Cesarski klan Liu podejrzewa intencje Wang Manga i wznieca agrarne rebelie podczas rządów Ruzi Yinga. Pierwszą z nich kieruje Liu Chong, markiz Ang-Zong (znany również jako markiz An-chung), z niewielką armią od maja lub czerwca.[2]
- Europa
  - Z powodu katastrofalnego pożaru w Rzymie, Cesarz Oktawian August zorganizował straż nocną i pożarną Militię Vigilum, którą początkowo tworzyli wyłącznie wyzwoleńcy. Jest to najstarsza straż pożarna w historii[3].
  - Z powodu braku żywności w Rzymie Cesarz August podwaja racje zbożowe rozdzielane ludowi, odsyła swoją świtę niewolników i na czas nieokreślony zarządził przerwę w obradach senatu[4].
  - Cesarz August zakłada skarbiec, aerarium militare (o wartości 170 milionów sesterców), w celu wypłacania premii odchodzącym na emeryturę weteranom legionu. Wypłaty te były finansowane z 5% podatku od spadków, systemu, który przypuszczalnie był sugerowany w pamiętnikach Juliusza Cezara[5].
  - Świątynia Kastora i Polluksa zostaje ponownie poświęcona w Rzymie Tyberiuszowi.
  - Z powodu niezadowolenia ludności z pożaru, głodu i nowego podatku wojskowego, w Rzymie doszło do rozruchów. Cesarz August stłumił bunt, natomiast Publiusz Plaucjusz Rufus został oskarżony, ale potem go uniewinniono[1]
  - (lub 7 n.e.): Agrypa Postumus został zesłany przez Augusta na wysepkę Planazję w pobliżu Korsyki.
  - Tyberiusz czyni Carnuntum swoją bazą operacyjną przeciwko Marbodowi; Rzymski legion XX Valeria Victrix walczy z Tyberiuszem przeciwko Markomanom[6].
  - Armie rzymskie pod wodzą Tyberiusza i Gajusza Sencjusza Saturninusa wkroczyły na ziemie Markomanów, ale musiały zawrócić po wybuchu powstania w Panonii i powstania Dalmatów[6][7].
  - W Rzymie zorganizowano pobór do wojska w celu stworzenia armii do stłumienia buntu w Panonii. Poboru dokonano wśród wyzwoleńców i niewolników uwolnionych specjalnie w tym celu[7].
  - Tyberiusz wraca z północnej granicy do Illyricum, aby rozpocząć operacje przeciwko buntownikom[8][9].
  - Aulus Caecina Severus zostaje mianowany namiestnikiem Mezji. Był on silnie zaangażowany w pierwszch walkach z powstańcami z Panonii[10][11].
  - Marek Plaucjusz Sylwan zostaje namiestnikiem Galacji i Pamfilii i tłumi powstanie Izauryjczyków w Pamfilii[12].
  - Rzymianie zbudowali fort na terenie dzisiejszego Wiesbaden. Zapisy historyczne dokumentują ciągłe zamieszkiwanie miasta po wzniesieniu tej budowli[13].
  - Emilia Lepida poślubiła Druzusa III,  swojego kuzyna.
  - Rzymianie zdobyli tereny  pomiędzy Dunajem a pasmem Starej Płaniny (dzisiejsza Bułgaria i Serbia) i utworzyli rzymską prowincję Mezję (Moesia).
  - Judea i Mezja stały się prowincjami rzymskimi, po pokonaniu Dardanów.

## Urodzili się
- Gajuszs Manlius Valens, rzymski senator i konsul (zm. 96)
- Marek Emiliusz Lepidus, polityk rzymski (zm. 39)
- Klaudiusz Neron Juliusz Cezar, syn Germanika i Agrypiny Starszej, starszy brat późniejszego cesarza Kaliguli (zm. 30)

data przypuszczalna:
- Cezonia, właśc. Milonia Cezonia, czwarta i ostatnia żona cesarza Kaliguli (zm. 41)
- Jan Ewangelista, jeden z dwunastu apostołów Jezusa Chrystusa (zm. 100)

## Zmarli
- Orodes III, król Partów
- 3 lutego – Han Pingdi, chiński cesarz z dynastii Han (ur. 9 p.n.e.)
- Terencja, żona Marka Tulliusza Cycerona (ur. 98 p.n.e.)